# SNAPC3
La subunidad 3 del complejo activador de ARNsn (SNAPC3) es una proteína codificada en humanos por el gen SNAPC3.

## Interacciones
La proteína SNAPC3 ha demostrado ser capaz de interaccionar con:
- SNAPC1[1][3]
- Proteína del retinoblastoma[4]